# Mokrzec (wieś w powiecie międzychodzkim)
Mokrzec (niem. Mokritz) – wieś sołecka w Polsce, położona w województwie wielkopolskim, w powiecie międzychodzkim, w gminie Międzychód, przy drodze wojewódzkiej nr 198.

## Historia
W okresie Wielkiego Księstwa Poznańskiego (1815–1848) miejscowość należała do wsi większych w ówczesnym pruskim powiecie Międzyrzecz w rejencji poznańskiej. Mokrzec należał do okręgu międzychodzkiego tego powiatu i stanowił część majątku Prusim, którego właścicielem był wówczas Reich. Według spisu urzędowego z 1837 roku wieś liczyła 119 mieszkańców, którzy zamieszkiwali 18 dymów (domostw).
W latach 1975–1998 miejscowość administracyjnie należała do województwa gorzowskiego.

## Położenie geograficzne
Wieś zlokalizowana jest na południowym skraju Puszczy Noteckiej, w pobliżu dwóch niewielkich jezior morenowych:
- Małe Szeken,
- Wielkie Szeken.

## Sołectwo
Mokrzec jest wsią sołecką administrującą trzema innymi miejscowościami:
- Kaplinem → wsią położoną nad jeziorem Młyńskim,
- Raduszem → dawna duża wieś, dziś pozostałością jest leśniczówka,
- Zwierzyńcem → osada śródleśna, przy drodze wojewódzkiej nr 198, znana z hodowli koni oraz możliwości wypoczynku w gospodarstwach agroturystycznych.

Cale sołectwo w 2009 roku zamieszkiwały 293 osoby.

## Turystyka
- Przez wioskę przebiega wojewódzki  „Nadwarciański Szlak Rowerowy” (odcinek zachodni)[6], biegnący z Zatomia Nowego do Międzychodu;
- Szlak konny wokół jeziora Wielkie Szeken.